# Dryptodon jacuticus
Dryptodon jacuticus là một loài Rêu trong họ Grimmiaceae. Loài này được (Ignatova, Bednarek-Ochyra, O.M. Afonina & J. Muñoz) Ochyra mô tả khoa học đầu tiên năm 2004.